# Norse (EP)
Norse är en EP med det norska black metal-bandet Kampfar, utgivet 1998 av skivbolaget Hammerheart Records.

## Låtlista
1. "Norse" – 5:31
2. "Hymne" – 5:13
3. "Tæring" – 1:20

- Text: Dolk
- Musik: Kampfar

## Medverkande
Musiker (Kampfar-medlemmar)
- Dolk (Per-Joar Spydevold) – trummor, sång
- Thomas (Thomas Andreassen) – basgitarr, gitarr

Produktion
- Kampfar – producent, omslagsdesign, omslagskonst
- X-Ray (Pål Espen Johannessen) – producent
- Fridtjof (Fridtjof August Lindeman) – ljudtekniker, mastering
- Fredrik Kjølner – ljudtekniker
- Dolk – mastering
- Mikkel Schille – mastering
- Dagoh – omslagsdesign, omslagskonst
- Per Arne Hovland – foto
- Sven Helgesen – logo
- Demonic – logo